# San Bernardino County 200
Das San Bernardino County 200 war ein Autorennen der NASCAR Camping World Truck Series, welches auf dem Auto Club Speedway in der Stadt Fontana, im San Bernardino County im US-Bundesstaat Kalifornien stattfand. Es wurde im Jahre 1997 zum ersten Mal gefahren und war seitdem immer als 200 Meilen langes Rennen angesetzt. 
Im Jahre 1999 hieß es NAPA Auto Parts 200. Dieser Rennname wird heute wiederverwendet, und zwar in einem Rennen der NASCAR Nationwide Series.
Im Jahre 2006 kam es zu einem „Green-White-Checkered-Finish“, einer Verlängerung des Rennens aufgrund einer späten Gelbphase, Mike Skinner gewann damals das Rennen.

## Bisherige Sieger
- 2009: Kyle Busch
- 2008: Kyle Busch
- 2007: Mike Skinner
- 2006: Mark Martin
- 2005: Steve Park
- 2004: Todd Bodine
- 2003: Ted Musgrave
- 2002: Ted Musgrave
- 2001: Ted Musgrave
- 2000: Kurt Busch
- 1999: Jack Sprague
- 1998: Jack Sprague
- 1997: Mike Bliss